# أجمل مسرور
أجمل مسرور (بالإنجليزية:Ajmal Masroor ) هو إمام مسلم بريطاني ومذيع ومقدم برامج تلفزيونية وسياسي وهو بنغلاديشي الأصل. وهو مشهور بتقديمه للبرامج الإسلامية في بريطانيا ومن بينها برنامج إجعلني مسلماً.

## روابط خارجية
- أجمل مسرور على موقع IMDb (الإنجليزية)
- أجمل مسرور على موقع قاعدة بيانات الفيلم (الإنجليزية)